# Cratere Janice
Janice  è un cratere sulla superficie di Venere.